# Ocalaria guarana
Ocalaria guarana är en fjärilsart som beskrevs av William Schaus 1906. Ocalaria guarana ingår i släktet Ocalaria och familjen nattflyn. Inga underarter finns listade i Catalogue of Life.